# 波利亞涅
50°32′21″N 35°13′27″E / 50.53917°N 35.22417°E
波利亞內（烏克蘭語：Поляне）是位於烏克蘭東北部的村莊，由蘇梅州奥赫蒂尔卡区的特羅斯佳內茨市鎮負責管轄。該村處於傑爾諾瓦河左岸，距離布蘭齊夫卡2.5公里，海拔高度137米，2001年人口599。